# Dendrobium codonosepalum
Dendrobium codonosepalum är en orkideart som beskrevs av Johannes Jacobus Smith. Dendrobium codonosepalum ingår i släktet Dendrobium, och familjen orkidéer. Inga underarter finns listade i Catalogue of Life.